# Rhyacophila gorgitensis
Rhyacophila gorgitensis là một loài Trichoptera trong họ Rhyacophilidae. Chúng phân bố ở miền Cổ bắc.